# 네트워크 접속 지점

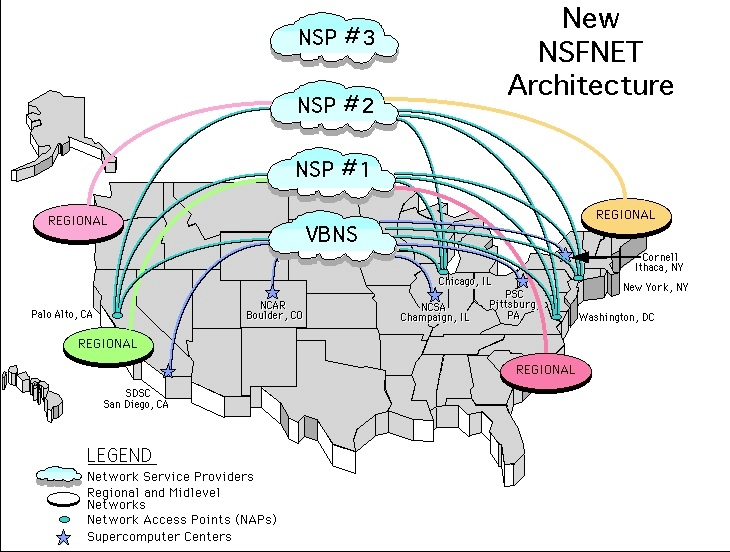

네트워크 접속 지점(Network Access Point, NAP)는 인터넷 초기에 보다 고속의 인터넷 링크로 온 램프 액세스(on-ramp access)를 제공하기 위한 데이터 교환 기능을 담당하는 논리적인 장치이다. 지금은 인터넷 익스체인지 포인츠(Internet Exchange Points - "IXPs")로 알려져 있으며, 이러한 기능들은 현재 글로벌 인터넷 구조의 필수 역할을 한다.
이것들은 인터넷 초기에 고속의 인터넷 백본망에만 집중되어 있어 NAP라 불렸다. 각각의 네트워크는 백본에 물리면서 인터넷에 합쳐졌다. 이 최초의 백본이 ARPANET이다. 이것은 나중에 NFSNET으로 대체되면서 사라졌다. 현대의 인터넷은 어느 단독 백본에 독립적이다.
NAP는 원래 대학교 네트워크가 NSFNET 백본에 연결함으로써 인터넷으로 참가하는 것이 허가되었다. NAP는 지역적인 수준에서 제공되었다. 단일 NAP는 주와 같은 규모의 지역적인 영역까지 지원할 수 있다. 하나 이상의 지역은 백본 네트워크에 연결함으로써 같은 NAP가 될 수 있다.

## 역사
미국에서 네트워크접속점은 모든 ISP를 하나로 묶기 위하여 필요한 인터넷 연결점 중의 하나이다. 원래 미국 정부가 지원하는 인터넷으로부터 상용 인터넷으로 천이하는 과정의 일부로서 미국 과학재단이 뉴욕, 워싱턴 DC, 시카고, 샌프란시스코에 있는 4개의 NAP를 만들고 지원하였다. 그 이후 캘리포니아 산호세에 있는 월드컴의 MAE West 사이트와 ICS 네트워크 시스템사의 Big East를 포함한 새로운 NAP가 몇개 생겨났다. 현재 NAP는 일반적으로 공융용의 주요 교환 설비를 제공하며 각 회사는 NAP설비의 사용을 신청한다. 인터넷 트래픽의 대부분이 NAP를 통하지 않고 자체의 조정과 지역 내의 상호 연동을 사용하여 처리된다.